# Marjon Keller
Marjon Keller (Hilversum, 1 juni 1970) is een Nederlands voice-over en voormalig zangeres.

## Loopbaan
Van 1980 tot 1983 zong Keller mee in het koor van Kinderen voor Kinderen, samen met onder andere Laura Vlasblom, Karin Vlasblom en Mandy Huydts, met wie zij vervolgens rond 1985 de groep Frizzle Sizzle oprichtte. De meidengroep was actief tussen 1985 en 1990 en verwierf met name bekendheid door deelname aan het Eurovisiesongfestival 1986 in Noorwegen met het liedje Alles heeft ritme, dat op de 13e plaats eindigde.
Na de havo volgde Keller een opleiding op de Rietveld Academie. Vervolgens studeerde ze aan de Lerarenopleiding van Amsterdam, waar ze haar propedeuse Nederlands en Engels haalde. Daarna studeerde zij kunstgeschiedenis aan de Universiteit van Amsterdam, waar zij in 1999 afstudeerde. 
Sinds 2000 is zij vooral bekend als station-voice van RTL 4. Ook doet Keller de voice-over van diverse RTL-programma's, zoals House Vision en Yacht Vision. Ze spreekt daarnaast reclamespots, voice-response systemen, lesmateriaal en bedrijfsfilms in.
Tussen april 2010 en januari 2018 presenteerde ze haar eigen dagelijkse programma op de radiozender 100% NL.
Vanaf 2022 is ze weer te horen op de radio bij de regionale radiozender EASY FM in het weekend van 9 tot 13 uur. 
Keller baat in een bunker in Deventer een opnamestudio uit, Studio De Bunker.